# Mohamed Marhoon
Mohamed Marhoon, né le 12 février 1998 à Jidhafs au Bahreïn, est un joueur de football international bahreïnien. Il évolue au poste de milieu offensif avec le club de Koweït SC. 

## Biographie

### Carrière en sélection
Il joue son premier match en équipe de Bahreïn le 6 septembre 2018, en amical contre les Philippines (1-1). Par la suite, le 16 octobre de la même année, il inscrit ses deux premiers buts en équipe nationale, lors d'un match amical contre la Birmanie (victoire 4-1).
En janvier 2019, il participe à la Coupe d'Asie des nations organisée aux Émirats arabes unis. Lors de cette compétition, il joue quatre matchs. Le Bahreïn s'incline en huitièmes de finale face à la Corée du Sud.

## Palmarès
- Al Riffa SC
  - Champion de Bahreïn en 2019, 2021 et 2022
  - Vainqueur de la Coupe de Bahreïn en 2019 et 2021

- Koweït SC
  - Champion du Koweït en 2023
  - Vainqueur de la Coupe du Koweït en 2023